# 庞特城市公寓
庞特城市公寓（英語：Ponte City Apartments），也称庞特塔（Ponte Tower），是一栋坐落于南非約翰尼斯堡市希尔布罗的住宅大廈。建成于1975年的，高达173米，是非洲最高的住宅大厦，也是約翰尼斯堡第二高的摩天大楼。大厦高54层，外观为圆柱形，中间有圆柱形的巨型天井，被称为“中心”（the core）。庞特城市公寓在建设时被认为选址非常理想，可以俯瞰整个約翰尼斯堡市及周边地区。大厦楼顶的广告牌是南半球最大的广告牌，现在展示沃达康的广告。

## 历史
建筑的首席设计师是玛尼·弗莱德曼，他与曼弗雷德·赫尔莫和罗德尼·格罗斯科夫组成设计团队。格罗斯科夫提起将公寓设计为圆柱形，使其成为非洲第一栋圆柱形的大厦。那时约翰内斯堡规定厨房和厕所要配备窗户，所以格罗斯科夫为建筑设计了中空的内部，使光线可以从两个方向照射到各间公寓。大厦底层是零售商店，最初的计划还包括在占地3000平方米的中心地面兴建一个室内滑雪场。开发者想在有限的土地上建设大量住宅，这确定了大厦相当高的高度。
庞特城市公寓所在希尔布罗在其建成时为白人居住区，当时的主要住户为白人中产阶级。大厦距离奥利弗·坦博国际机场35分钟路程，步行可达约翰内斯堡市中心。

## 衰败
在1980年代后期的南非種族隔離末期，白人大量迁出希尔布罗地区，幫派活动导致大厦及周边地区的犯罪率上升。在90年代种族隔离结束后，许多帮派进入大厦，使它变得极为不安全，成为了无业游民和非法移民等社会底层人民的聚集地。庞特城市公寓成为了曾经的国际化地区希尔布罗衰退的一个象征。随着房屋所有者的撤离，天井里堆放了高达五层楼的瓦砾。在1990年代中期，甚至有人建议将建筑物改为高层监狱。2001年，特拉法加地产成为这栋大厦的管理者，并开始施行一些改进措施。

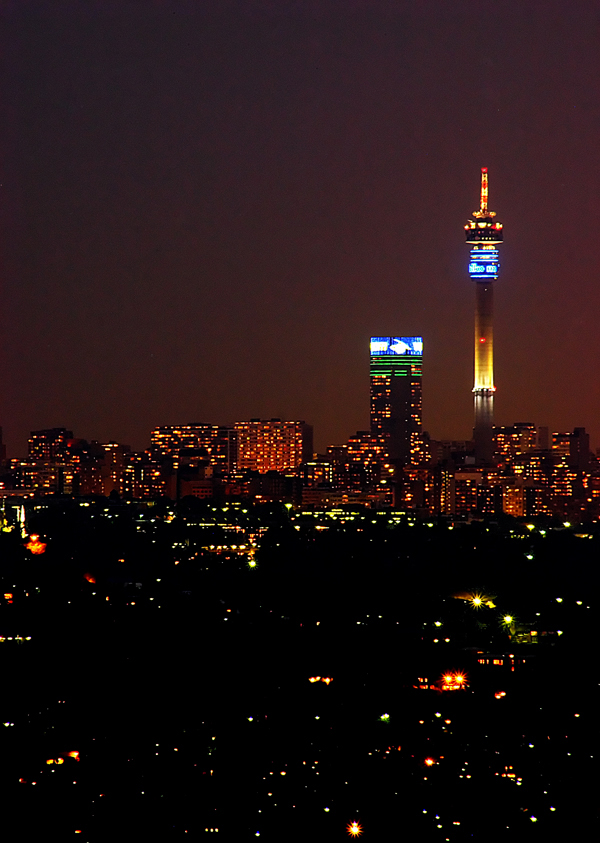
庞特城市公寓与希尔布罗塔（右）

## “新庞特”计划
2007年公寓改变了所有者，开始进行一项名为“新庞特”（New Ponte）的再开发计划。Investagain公司的大卫·赛尔文和努尔·艾迪因·艾由布计划振兴这栋大厦。这项发展计划包括469个住宅单位、零售店和休闲区域。作为2010南非世界杯的一项准备，约翰内斯堡发展局计划在之后的几年中向公寓周边地区如埃利斯公園球場专区投入九亿元，以更新希尔布罗和伯里亚区域。
次貸危機使得银行未能提供振兴计划需要的资金，这项计划被取消，公寓的所有权被交与肯普斯顿集团，并由其管理至今。

## 相关文化创作

### 电影
- 2007年2月丹尼·鮑伊宣布有意向拍摄一部设定于此公寓的恐怖片。[10]
- 2009年的电影《第九区》中，最后的镜头之一为此建筑物。[11]
- 2012年的电影《新特警判官》中出现此公寓。[12]
- 2014年的电影《衝出封鎖線4》中最後的場景在這拍攝。
- 2015年的電影《成人世界》中的幫派份子佔據此大樓，並自稱「國王」。
- 导演菲利普·布鲁姆拍摄了名为“庞特塔”（Ponte Tower （页面存档备份，存于））的纪录片。
- 获奖纪录片Africa Shafted: under one roof，由英格丽·马腾斯花费两年半时间，全部在庞特城市公寓的电梯中拍摄。

### 书籍
- 德国作家诺曼·欧勒将他的书籍《黄金之城》（Stadt des Goldes）设定于庞特城市公寓：“庞特总结了这个城市中所有的希望、所有对于现代主义的错误观念、所有的衰败、所有的疯狂。它是一个标志性的建筑物、一种白鲸、它是具体的恐惧、是巴別塔，而又有着奇异的美丽”。[13]

### 摄影
- 南非摄影师米哈伊尔·苏伯斯基和英国艺术家帕特里克·沃特豪斯通过为期三年的工作“庞特城”（Ponte City）获得了2011年阿尔勒国际摄影节的发现奖，他们拍摄了公寓居民和建筑的内外景，并展示了一系列由灯箱上的数百张图片构成的巨大场景。[2][12][14]

## 链接
- 庞特城市公寓的更多照片 （页面存档备份，存于）
- 香港電台《城市遊棄 II》：南非約翰尼斯堡

26°11′26″S 28°3′25.5″E / 26.19056°S 28.057083°E